# Jablanica (gmina Gradiška)
Jablanica (cyr. Јабланица) – wieś w Bośni i Hercegowinie, w Republice Serbskiej, w gminie Gradiška. W 2013 roku liczyła 438 mieszkańców.